# Калякин, Юрий Владимирович
Юрий Владимирович Калякин (род. 25 января 1963, Новотроицк) — советский и российский футболист, спортивный функционер.
Родился в Новотроицке, где и начал заниматься футболом под руководством тренера Олега Ивановича Алемасцева. Во второй лиге первенства СССР дебютировал в составе оренбургского «Газовика», за который играл в 1981—1982 годах. Проходил срочную службу в спортроте Донгуза, после чего пребывал в командах «Актюбинец» Актюбинск и «Металлург» Магнитогорск. Во второй лиге также играл за «Пахтакор» Андижан (1986), «Старт» Ульяновск (1987), «Металлург» Магнитогорск (1988—1989), во второй низшей лиге — за «Газовик» Оренбург (1990). В 1990 году вернулся в Новотроицк, за новотроицкий «Металлург» в 1991—1994 годах сыграл в первенствах страны 116 матчей, забил 18 мячей. Участвовал в матчах розыгрыша Кубка России 1993/94, в котором «Металлург» дошёл до 1/8 финала.
В 1995 году перебрался на Балканы, где в течение сезона забил 7 мячей в 23 играх «первой словенской лиги» за команду, которая заняла 2-е место (на сайте prvaliga.si в списках авторов мячей в сезонах 1994/95 и 1995/96 первой словенской лиги Калякин не значится).
В 1996 году перешёл на административную работу, став начальником новотроицкой команды, сменившей к тому времени название на «Носта». В последующие годы был спортивным директором, президентом, генеральным директором ФК «Носта». В сезонах 2007/08 и 2008/09 — генеральный директор хоккейного клуба «Южный Урал» Орск. В 2009—2011 годах — директор футбольного клуба «Газовик» Оренбург. С декабря 2013 года — генеральный директор футбольного клуба «Носта» Новотроицк.